# 석암지하차도
석암지하차도는 인천광역시 미추홀구 주안동에 있는 도로인 주안로 밑에 가설된 지하차도로, 총 연장은 424m이며, 왕복 4차선 짜리 도로 구조물로 너비가 15m이다. 지하차도 양쪽에 석암지하차도로 표기되어 있으며, 한겨레나 경향신문 등 언론 쪽에서는 법원지하차도라고 보도된 바 있다.

## 역사
- 1990년 7월 : 지하차도가 정식으로 착공
- 1991년 12월 25일 : 석암지하차도가 정식으로 개통[1]

## 건립 배경 및 취지
주안역, 석바위 주변 지역의 만성 교통 체증을 해소시키기 위해 건립되었다. 그러나 인천지방법원이 서울지법 인천지원 시절에 쓰던 건물에 대한 상태가 노후화됨과 함께 면적까지 협소해져서 더 이상 수용할 수 없게 됨에 따라, 2002년 6월 24일자로 미추홀구 학익동으로 이전되었다.

## 주변 건물 및 시설
- 더월드스테이트 아파트
- 광해리드빌 아파트 (101, 102동)
- 로토 오피스텔
- 로얄맨션아파트[2]
- 석바위시장
- ● 수도권 전철 1호선, ● 인천 도시철도 2호선 : 주안역
- ● 수도권 전철 1호선 : 간석역
- 경원대로

## 같이 보기
- 지하차도
  - 간석지하차도